# Quemado, Texas
Quemado là một nơi ấn định cho điều tra dân số (CDP) thuộc quận Maverick, tiểu bang Texas, Hoa Kỳ. Năm 2010, dân số của nơi này là 230 người.

## Dân số
- Dân số năm 2000: 243 người.
- Dân số năm 2010: 230 người.